# 핀과 제이크의 어드벤처 타임의 등장인물 목록

전 수석 캐릭터 디자이너 앤디 리스타이노가 그린 《어드벤처 타임》의 주요 등장인물.
최상단: LSP, 무지개콘, 건터
두 번째 줄: 마르셀린, 얼음 대왕, 버블검 공주, 레몬 백작
세 번째 줄: 불꽃 공주, 핀, 비모, 달팽이, 페퍼민트 집사
최하단: 제이크, 코가손

다음은 《핀과 제이크의 어드벤처 타임》의 등장인물 목록이다.
펜들턴 워드가 기획하고 프레드레이터 스튜디오와 카툰 네트워크 스튜디오에서 공동 제작한 이 작품은 인간 소년 핀(제러미 셰이다)과 핀의 절친이자 의형제인 강아지 제이크(존 디마지오)의 모험을 다루고 있다. 둘은 포스트 아포칼립스 세계인 우 랜드에서 함께 살고 있다. 그 외 주요 등장인물로는 버블검 공주(힌든 월치), 얼음 대왕(톰 케니), 뱀파이어 여왕 마르셀린(올리비아 올슨) 등이 있다.

## 주인공

### 핀
- 핀 더 휴먼(Finn the Human)
- 성우: 제러미 셰이다(시리즈), 잭 셰이다(파일럿)[1][2] / 이지현

핀은 인간 소년으로 모험을 즐기는 것을 좋아한다. 곰 모양의 모자를 쓰고 있으며, 매우 긴 금발 머리를 갖고 있다. 감탄사로 “수학적이야!”(Mathematical!) 혹은 “대수학적이야!”(Algebraic!)라고 자주 외친다. 핀은 아기였을 때 고아가 되었고, 그 후에 제이크의 부모인 조슈아(Joshua)와 마가렛(Margaret)이 핀을 입양하였다. 스스로를 영웅이라고 생각하며 모험에 대한 큰 야망을 갖고 있으며, 위험에 처한 사람들을 보면 반드시 구해야겠다는 맹세도 하였다. 그러나 이런 활발한 성격 때문에 싸움보다는 다른 일들을 해결해야 하는 곤란한 상황에 자주 처한다. 핀은 초기에 버블검 공주를 짝사랑하였지만 거절당한 이후로는 불꽃 공주와 사귀기 시작하였는데, 불꽃 공주와의 관계는 〈Frost & Fire〉까지 지속되었다. 〈Billy's Bucket List〉에서는 핀의 친아빠인 마틴이 다중우주에서 위험한 범죄자들을 가두는 감옥인 성채(Citadel)라는 다른 차원에 갇혀 있다는 사실이 밝혀진다. 핀과 제이크는 마틴을 만나려고 하지만, 그 과정에서 리치와 함께 성채로 가게 된다. 그 후 리치로 인해 성채가 붕괴되는 혼란스러운 상황 속에서 핀은 마틴을 붙잡다가 자신의 한쪽 팔을 잃게 된다. 이후 〈Breezy〉에서 핀은 팔을 되찾지만 〈Reboot〉에서 다시 팔을 잃게 되고, 이후에는 버블검 공주가 만들어준 여러 무기로도 사용할 수 있는 기계 팔을 착용하게 된다.

### 제이크
- 제이크 더 도그(Jake the Dog)
- 성우: 존 디마지오 / 곽윤상, 한복현(시즌 1 일부)

제이크는 핀의 가장 친한 친구이자 의형제이다. 나이는 ‘마법의 개 나이’로 28살이고, 몸의 형태를 마음대로 변형시킬 수 있는 불도그이다. 마법의 힘을 가지고 있어 거의 모든 모양과 크기로 몸을 늘리거나 줄일 수 있다. 이 힘을 이용하여 핀이 싸우거나 이동할 때 큰 도움을 주기도 하지만, 가끔은 단순히 장난삼아 사용하기도 한다. 핀에게 가끔 미심쩍은 충고를 줄 때도 있지만, 보통 자신감 넘치고 멘토다운 형의 역할을 한다. 대부분의 상황에서 제이크는 느긋하고 태평스러운 태도를 보이지만, 핀과 비슷하게 모험을 좋아하며 자신을 필요로 하는 곳에서는 열심히 싸운다. 제이크는 무지개콘과 사귀고 있으며 〈Jake the Dad〉에서는 다섯 아기를 가졌다. 둘은 비올라 연주를 하는 것이 공통의 취미여서 서로 친해졌다.

## 주요 등장인물

### 버블검 공주
- 프린세스 버블검(Princess Bubblegum) / 버블검 공주
- 성우: 힌든 월치(시리즈), 페이지 모스(파일럿)[1][18] / 김보영

버블검 공주는 풍선껌으로 이루어진 캔디 왕국의 지배자이다. 《어드벤처 타임》의 공식 홈페이지에서는 “백만장자이면서 너드이고 열정적인 사람으로, 자기 스스로 긱스러운 세상에 몰두해 있다.”라고 소개하였다. 버블검 공주는 핀과는 복잡한 관계를 갖고 있다. 오랜 기간 동안 핀은 버블검을 짝사랑하였는데, 버블검은 핀에게 많은 관심을 가지고는 있지만, 핀을 이성적인 관계로는 생각하지 않았다. 〈What was Missing〉에서는 과거에 버블검이 마르셀린과 어떤 관계를 가지고 있다는 사실이 암시된다. 이는 나중에 인터넷 상에서 버블검과 마르셀린의 성적 지향에 대해 논란을 불러일으켰다. 두 번째 시즌의 마지막 에피소드인 〈Mortal Recoil〉에서는 리치에게 홀리는 바람에 의도치 않게 몸이 산산조각이 나버린다. 그 후 의사가 몸을 고치지만 붙일 껌이 부족해 정신은 그대로인 대신 13살의 몸이 되어버린다. 〈Too Young〉에서는 레몬 백작으로부터 왕국을 되찾기 위해 다른 캔디 백성들의 몸을 일부 떼어내 다시 18살이 된다. 죽음을 간접적으로 경험한 이후로는 자신이 영원히 살지 못할 것이라는 것을 깨닫는다. 그 결과 자신이 죽고 난 후 왕국을 이끌어갈 영원히 살 수 있는 클론 스핑크스인 골리아드(Goliad)를 만들게 된다. 다섯 번째와 여섯 번째 시즌에서는 버블검이 우 랜드의 거의 모든 사람들을 감시하고 있었다는 사실이 드러난다. 〈The Cooler〉에서는 불꽃 공주를 견제하기 위해 불꽃 왕국의 용암을 일부러 식히고 있었고, 이로 인해 버블검은 불꽃 공주와 싸우나 결국에는 화해한다. 여섯 번째 시즌의 마지막에서 버블검 공주는 캔디 왕국 시민들의 선거에서 패하며 왕위를 우의 왕(King of Ooo)에게 빼앗긴다. 이후 페퍼민트 집사와 함께 망명 생활을 하다가 《Stakes》 이후 캔디 왕국에 돌아온다.

### 얼음 대왕

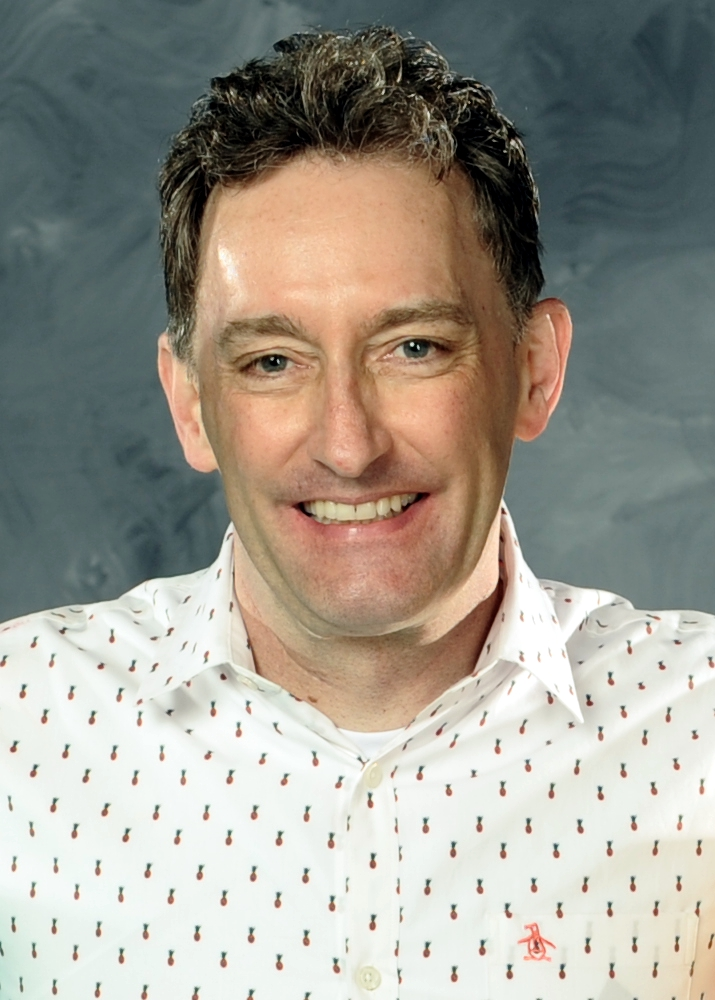
얼음 대왕의 성우 톰 케니.

- 아이스 킹(Ice King) / 얼음 대왕, 사이먼 페트리코프(Simon Petrikov)
- 성우: 톰 케니(시리즈), 존 카서(파일럿)[28] / 임하진

얼음 대왕은 작품의 주요 악당으로 첫 등장하였으며, 나이는 1,043살이다. 자신과 결혼을 시킬 목적으로 우 랜드에 사는 공주들을 자주 납치하며, 그 중에서도 특히 버블검 공주가 주요 납치 대상이다. 얼음 대왕은 눈과 얼음을 자유자재로 다룰 수 있는 마법을 갖고 있는데, 이는 마법 왕관을 통해 얻은 것이다. 〈Evergreen〉에 따르면 왕관은 수백만 년 전 에버그린이라는 이름의 얼음 정령이 지구로 다가오는 혜성을 막기 위해 만든 것이었다. 많은 이들이 얼음 대왕을 미친 사람으로 취급하지만 가끔씩 억울하게 오해를 사는 부분도 있다. 얼음 대왕은 핀과 제이크의 서로 친한 친구 사이를 질투하는 모습을 보여주기도 하였다.
〈Holly Jolly Secrets〉에서 핀과 제이크는 얼음 대왕이 원래 사이먼 페트리코프라는 이름의 평범한 골동품 수집가였다는 사실이 밝혀진다. 사이먼은 버섯 전쟁 이전에 스칸디나비아 북쪽의 하역업자로부터 왕관을 구입하였는데, 그 왕관을 쓰자 서서히 이성을 잃게 되었고 자신의 약혼녀인 베티 또한 떠나보내게 된다. 결국 왕관을 쓴 이후 수천 년에 걸쳐 왕관에 의해 지배당하기 시작하며 현재의 얼음 대왕에 이르게 된 것이었다. 또한 사이먼은 버섯 전쟁 이전에 엔카이리디언(Enchiridion)을 처음으로 발견한 사람이었다. 버섯 전쟁 바로 직후에는 어린 마르셀린을 만나 보살펴주게 된다. 사이먼은 위험으로부터 마르셀린을 지키기 위해 계속해서 왕관을 쓰게 되었고, 왕관으로 인한 자신의 이상 행동들이 후에 어린 마르셀린에게 해가 될 것이라고 생각한다. 그래서 사이먼은 마르셀린에게 자신이 더 이상 도움을 줄 수 없는 이유에 대해 설명하고, 또한 왕관으로 인해 무슨 잘못을 하더라도 용서해달라는 내용의 편지를 남기게 된다.

### 뱀파이어 여왕 마르셀린

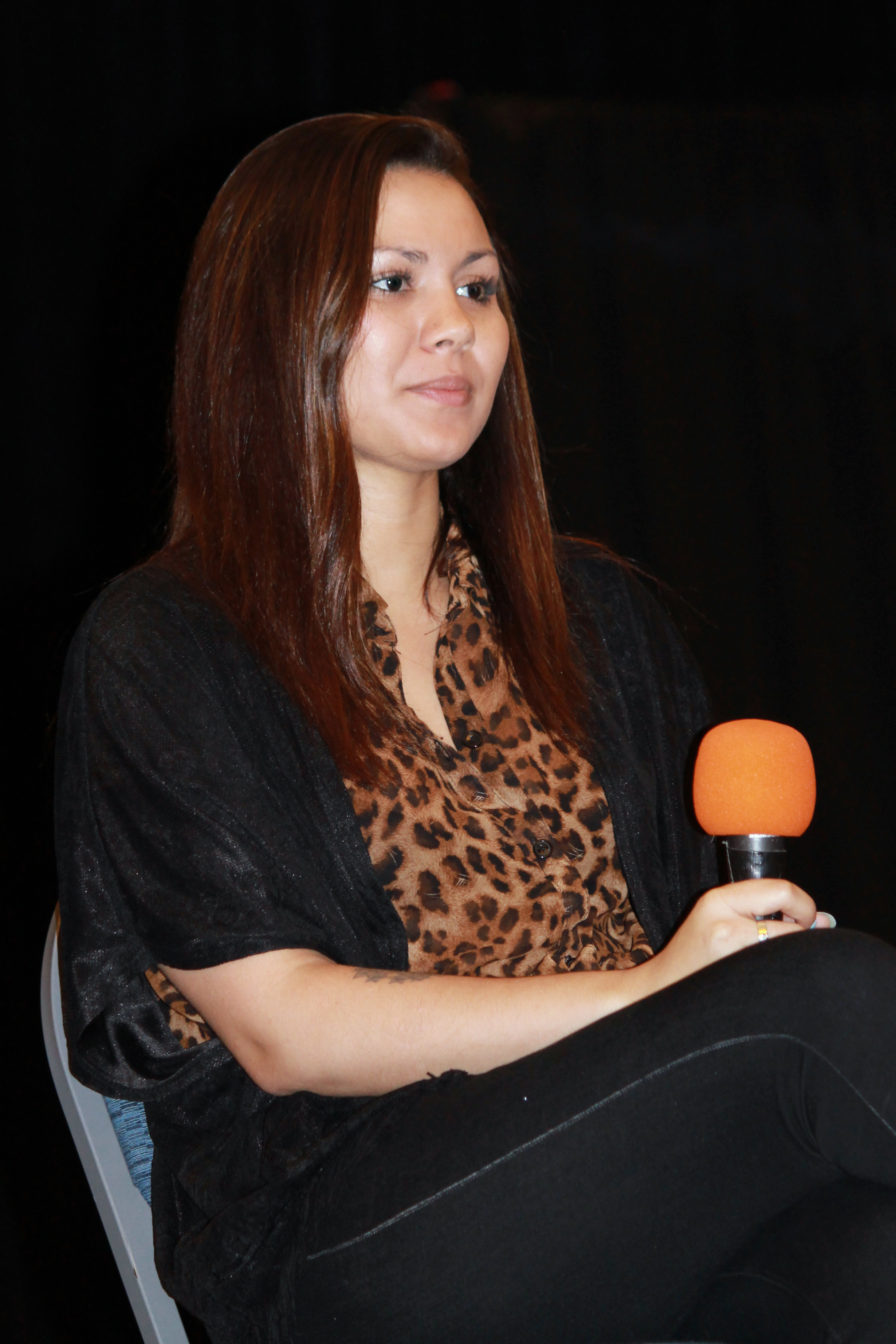
마르셀린의 성우 올리비아 올슨.

- 마르셀린 더 뱀파이어 퀸(Marceline the Vampire Queen) / 뱀파이어 여왕 마르셀린
- 성우: 올리비아 올슨[1] / 이명희

마르셀린은 악마와 인간 사이에서 혼혈로 태어난 뱀파이어이다. 뱀파이어 왕을 죽인 후 뱀파이어 여왕의 칭호를 얻었다. 실제 나이는 천 살이 넘었지만, 젊은 성인의 외형을 갖고 있다. 가문 대대로 내려오는 도끼를 베이스 기타로 만들어 자주 연주한다. 마르셀린과 그의 아빠인 헌슨 애버디어는 서로를 이해하지 못하고 계속해서 다퉈왔다. 초기 마르셀린은 아빠가 자신을 전혀 신경쓰지 않아 슬프다는 것을 음악을 통해 표현하기도 했다. 또한 애버디어는 마르셀린이 원하지 않는데도 마르셀린에게 가업을 물러주고, 밤의 영역(Nightosphere)의 통치자가 되라고 계속해서 강요한다. 마르셀린은 얼음 대왕과 과거부터 인연이 있었는데, 〈I Remember You〉에서는 버섯 전쟁 이후 당시 평범한 인간이었던 사이먼을 만나 서로 친구가 되었다는 사실이 밝혀진다.

### 비모
- 비모(BMO)
- 성우: 니키 양[43] / 전진아

비모는 핀과 제이크와 함께 살고 있는 비디오 게임기이다. 〈Be More〉에 따르면 비모의 이름은 로봇 그 이상의 존재가 되라는 의미의 "Be More"에서 따온 것으로, 가끔 발음 그대로 "Beemo"라고 표기되기도 한다. 비모는 정해진 성별이 없는데, 작중에서 등장인물들은 비모를 지칭할 때 남자를 의미하는 "he"나 여자를 의미하는 "m'lady"로 부르는 등 매번 다른 표현을 사용한다. 비모의 외형은 "게임보이나 매킨토시 제품의 혼합"과 같다고도 언급되었는데, 비모는 콘센트나 음악 및 영상 재생기, 사진기, 자명종, 손전등과 같은 여러 기능을 갖고 있다. 핀과 제이크는 비모를 게임기나 앞선 언급한 용도로 자주 사용하지만, 둘은 비모를 친구이자 가족과 같이 여기고 아낀다. 비모는 한국어 억양의 영어로 말을 한다. 에피소드 〈Five Short Graybles〉에서는 비모가 남들 몰래 거울 속에 비친 자신을 ‘풋볼’(Football)이라고 부르며 논다는 사실이 밝혀진다. 비모는 자신이 사람인 것처럼 풋볼에게 양치질을 하거나 화장실을 이용하는 방법을 가르쳐준다. 비모는 모든 모(MO) 로봇들을 만든 모(Moe)가 1,000년 전에 만들었다. 모는 수많은 로봇들을 만들었지만, 비모만이 특별히 재미를 이해할 수 있도록 만들었다. 모는 원래 자신의 아이를 보살피기 위해 비모를 만들었지만, 결혼을 하지 못해 아이를 가지지 못하자 비모가 다른 가족을 찾을 수 있도록 홀로 바깥 세상으로 내보냈다.

### LSP / 울룩불룩 공주

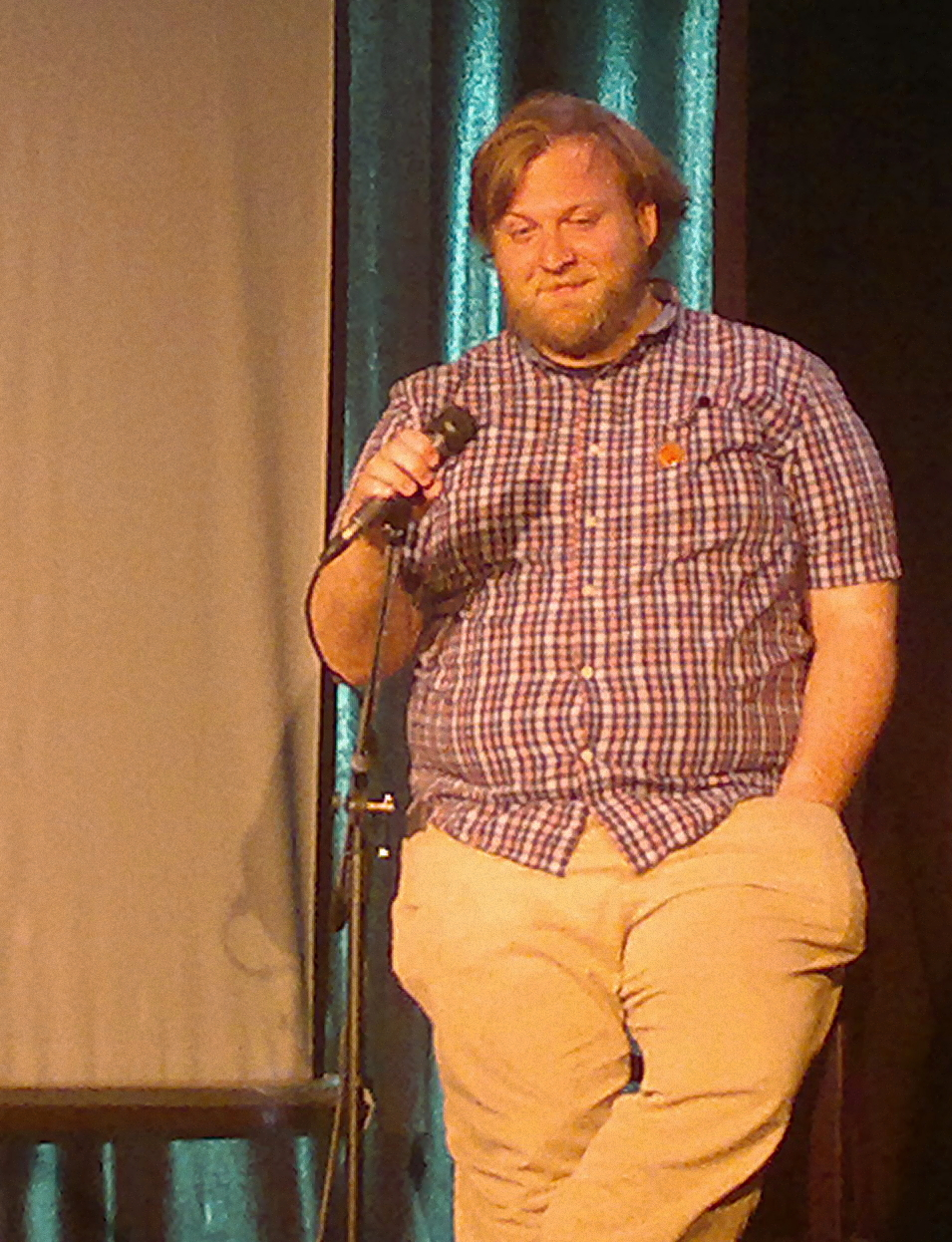
울룩불룩 공주의 성우를 맡은 시리즈 기획자 펜들턴 워드.

- 럼피 스페이스 프린세스(Lumpy Space Princess) / 울룩불룩 공주[주 1]
- 성우: 펜들턴 워드[28] / 서원석

울룩불룩 공주는 다른 차원인 울룩불룩 세계의 공주이다. 흔히 LSP라고 불린다. LSP의 몸은 "핵 낙진"으로 만들어져 다른 사람을 물면 그 사람을 덩어리화 할 수 있는 능력을 갖고 있다. 버릇이 좋지 않고 자주 빈정거리는 성격을 갖고 있으며, 덩어리 세계의 왕과 여왕인 자신의 부모님으로부터 도망쳐 나와 버려진 폐품들로 가구를 만들어 바깥에서 혼자 생활한다. LSP는 굵고 낮은 밸리 걸(valley girl) 억양으로 말한다. 핀과 제이크에게는 항상 무관심한 인상을 주었지만, 에피소드 〈Gotcha〉에서 핀은 LSP에게 아름다움은 외모가 아닌 속 마음으로부터 오는 것이라는 것을 알려준다. LSP가 첫 등장한 에피소드인 〈Trouble in Lumpy Space〉에서는 자신이 덩어리 세계에서 만난 "가짜" 친구들과는 달리 핀이야 말로 자신에게 진정한 친구가 되어 주었다고 말한다.

### 불꽃 공주

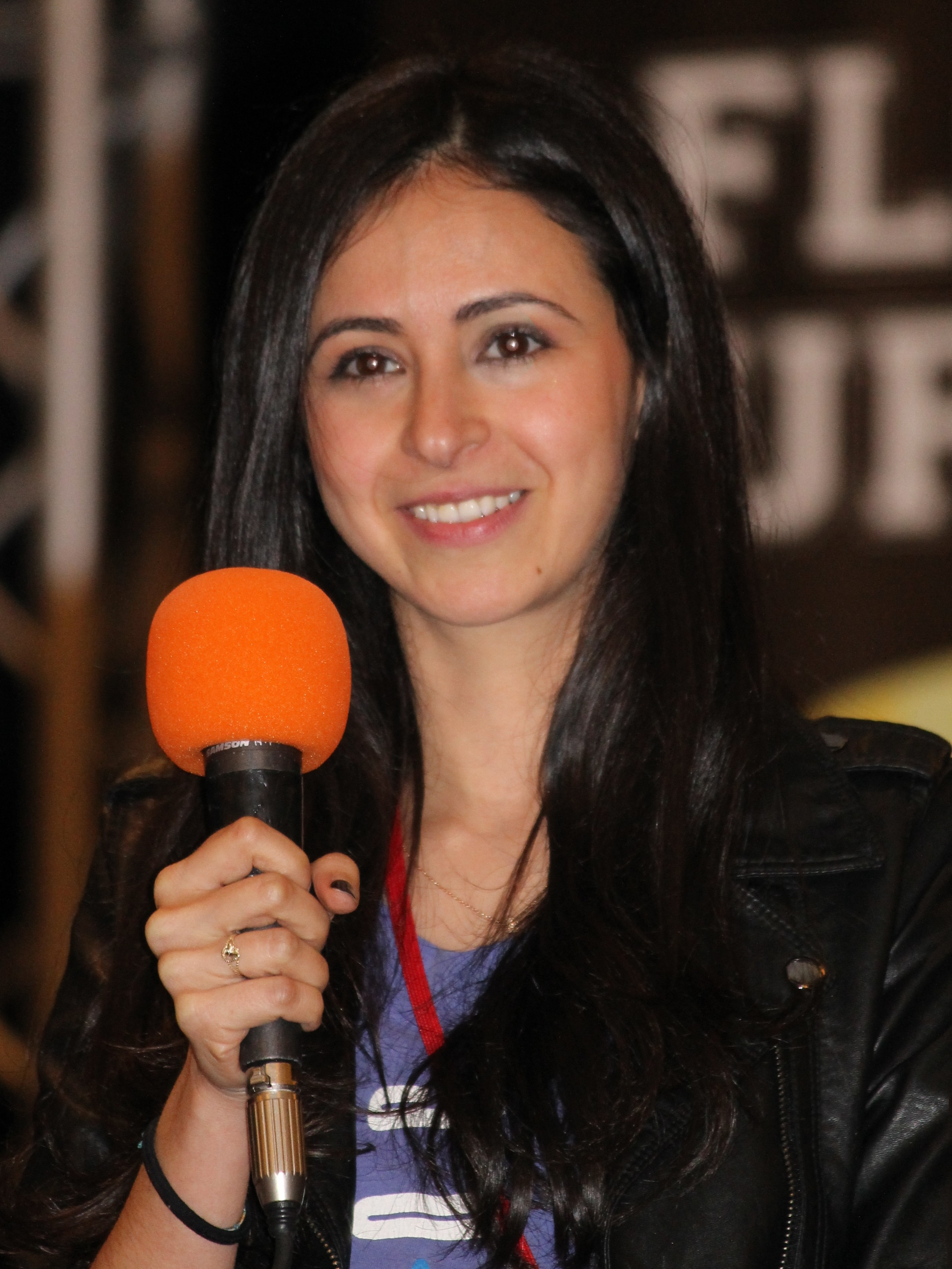
불꽃 공주의 성우 제시카 디시코.

- 플레임 프린세스(Flame Princess) / 불꽃 공주
- 성우: 제시카 디시코 / 양유진

불꽃 공주는 불꽃 왕국의 16살 공주로 본명은 피비(Phoebe)이다. 불꽃 대왕(플레임 킹, Flame King)의 딸이자 핀의 친구 중 하나이다. 불꽃 왕국의 다른 시민과 마찬가지로 온 몸이 불로 뒤덮여 있고, 감정이 격해지면 강력한 힘의 불꽃을 내뿜는다. 불꽃 대왕은 자신의 딸이 파괴적인 성격을 가졌다고 설명하였고, 핀은 불꽃 공주를 ‘열정적’이라고 말했다. 불꽃 공주가 걸음마였을 때 불꽃 대왕은 딸이 훗날 자신의 왕자를 뺏을 것을 걱정하여 우에 있는 숲으로 불꽃 공주를 추방했었다. 그러나 이를 본 버블검 공주가 불꽃 공주를 다시 불꽃 왕국으로 되돌려주었고, 불꽃 대왕은 대신 딸을 유리병 속에 가두게 된다. 〈Ignition Point〉에서 핀에게 불꽃 왕국에서 양초를 가져오도록 한 불꽃 공주는 자신의 아빠에 대한 반감을 드러낸다. 이후 불꽃 공주는 자기 자신이 정말로 사악한지 아닌지에 대한 의문을 품게 된다. 핀은 불꽃 공주가 사악하지 않다고 말하며, 그런 생각들을 없애는 것을 돕기 위해 함께 던전에 여행을 가기로 한다. 던전을 탐험한 후 불꽃 공주는 자신이 파괴를 좋아하는 성격은 맞지만, 그 중에서도 특히 나쁜 적들을 없애는 것을 좋아한다는 것을 깨닫게 된다. 불꽃 공주와 핀은 에피소드 〈Burning Low〉 이전부터 사귀기 시작했다. 그러나 〈Frost & Fire〉에서 핀이 불꽃 공주와 얼음 대왕과 싸우는 것을 보기 위해서 불꽃 공주에게 모욕이 담긴 편지를 쓰었고, 이 사실을 알게 된 불꽃 공주는 크게 실망하여 핀과 헤어지게 된다. 자신의 감정에 혼란을 느낀 불꽃 공주는 불꽃 대왕의 왕좌를 빼앗아 어떤 종류의 거짓말도 허용치 않는 새로운 왕국을 세운다. 불꽃 공주는 핀이 저지른 잘못을 용서하고 언제든지 왕국을 방문할 수 있도록 허락한다. 그러다가 마침내 〈Bun Bun〉에서 재회하여 핀의 진심 어린 사과를 받아들이며 화해하였고, 둘은 친구 사이로 머무르게 된다.

### 무지개콘
- 레이디 레이니콘(Lady Rainicorn) / 무지개콘
- 성우: 니키 양(시리즈), 디 브래들리 베이커(파일럿)[43][57] / 이명희

무지개콘은 몸의 절반은 무지개, 나머지 절반은 유니콘으로 이루어진 레이니콘으로 제이크의 여자친구이자 버블검 공주의 동료이다. 무지개콘은 사물과 사람들의 색깔을 마음대로 바꿀 수 있고, 빛의 흐름을 방해하여 하늘을 날 수 있다. 무지개콘은 크리스털 차원에서 자랐으며, 과거 개를 싫어한 다른 무지개콘인 리(Lee)와 사귄 적이 있었다. 무지개콘 종족의 기원은 〈Her Parenets〉에서 제이크가 레이니콘 종족과 마법 개 종족들이 크리스털 차원에서 수세기 동안 전쟁을 해온 이야기를 설명하면서 밝혀진다. 또한 무지개콘의 부모님은 핀을 잡아먹으려고 하는데, 과거 레이니콘 종족들은 사람을 잡아 먹었으나 지금은 먹지 않는다고 한다. 〈Lady and Peebles〉에서는 무지개콘이 임신을 하였다는 사실이 밝혀졌는데, 이후 〈Jake the Dad〉에서 찰리(Charlie), T.V., 비올라(Viola), 김길환(Kim Kil Whan), 제이크 주니어(Jake Jr.) 총 다섯 명의 자녀를 낳게 된다. 무지개콘은 단편 파일럿에서는 비둘기와 같은 울음소리를 내며 이야기했지만, TV 시리즈에서는 한국어를 사용한다.

### 베티 그로프
- 베티 그로프(Betty Grof)
- 성우: 리나 더넘(시즌 4~8),[62] 펠리카 데이(시즌 9~10)[63] / 전진아

베티 그로프는 사이먼 페트리코프의 전 약혼자였다. 사이먼과는 함께 고대 유물에 관심을 가지며 파트너로 활동한 적이 있었다. 얼음 왕관에 의해 미쳐버린 사이먼을 보고는 그를 떠나게 된다. 이후 에피소드 〈Betty〉에서 벨라 노체의 마법으로 힘을 잃어버린 얼음 대왕이 사이먼으로 돌아오고, 사이먼이 연 포털을 통해 베티는 미래의 우 랜드로 넘어온다. 사이먼이 죽어가고 있다는 사실을 깨달은 베티는 벨라 노체와 싸워 모든 마법을 되돌리고, 사이먼은 다시 얼음 대왕으로 돌아온다. 그 이후부터 베티는 우 랜드에 남아 사이먼을 되살릴 방법을 연구하기 시작한다. 〈You Forgot Your Floaties〉에서는 마법 요정(매직 맨)과 함께 협력하여 마법사들을 연구하고 있는 모습으로 재등장한다. 실험을 하던 중 실험 장치가 파괴되어 버리고, 마법 요정의 마법을 전이받은 베티는 광기가 서리게 된다. 〈King's Ransom〉는 베티는 얼음 대왕의 왕관을 훔쳐 왕관 내부의 프로그래밍을 다시 한 후 얼음 대왕에게 되돌려준다. 이후 베티는 사이먼이 왕관을 찾지 못하게 하고, 동시에 버섯 전쟁이 일어나지 않도록 과거를 바꾸려고 시도한다. 하지만 지금의 자신이 좋다고 말하는 얼음 대왕에 의해 실패하고, 베티는 엔카이리디언과 함께 폭발하며 화성으로 보내진다.

### 페퍼민트 집사
- 페퍼민트 버틀러(Peppermint Butler) / 페퍼민트 집사
- 성우: 스티브 리틀[28] / 최낙윤(시리즈), 박시윤(《머나먼 땅》)

페퍼민트 집사는 캔디 왕국에 사는 박하사탕으로 버블검 공주의 집사이다. 펩(Pep)이라는 별명으로도 불린다. 이후 단순히 평범한 집사가 아닌 흑마법을 몰래 수행하고 있는 마법사임이 밝혀진다. 〈Death in Bloom〉에서 페퍼민트는 사신과 친구 사이로, 핀과 제이크가 저승에 갔을 때 위기에서 구해주며 보답으로 둘에게 살을 내놓으라고 말을 한다. 둘은 처음에는 농담이라고 여기지만 페퍼민트는 진지하면서도 무서운 목소리로 요구한다. 〈The Suitor〉에서는 시나몬 빵을 이용하여 악마를 소환하기 위한 마법을 펼치는 모습이 등장한다. 〈Nemesis〉에서 페퍼민트는 피스 마스터(Pease Master)라는 이름의 악마 사냥꾼의 표적이 되고, 피스 마스터의 두 아이를 괴물로 만들고는 남은 자식을 볼모로 피스 마스터를 협박하게 된다.

### 프리즈모
- 프리즈모(Prismo)

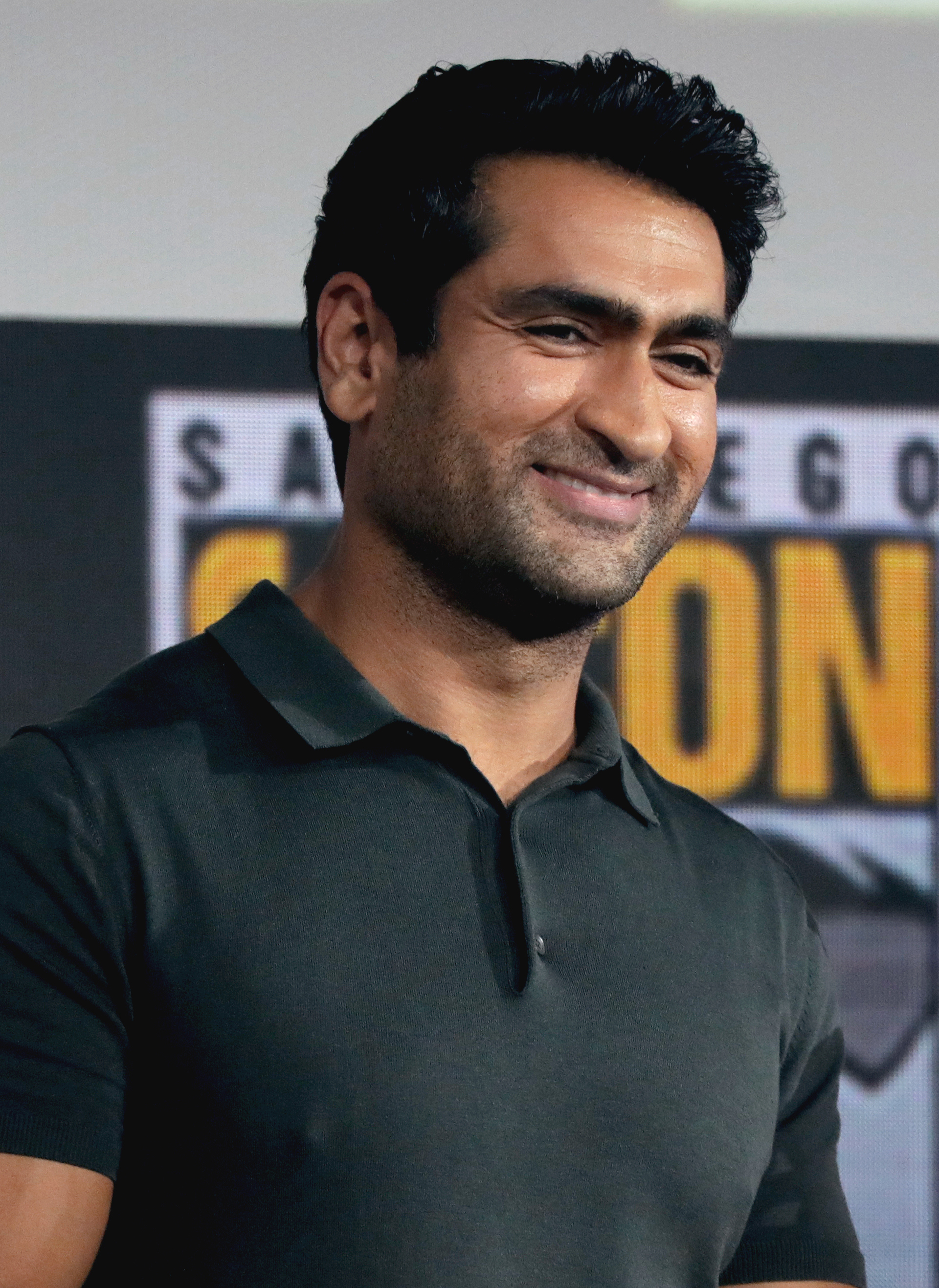
시리즈에서 프리즈모의 성우를 맡은 쿠마일 난지아니.

- 성우: 쿠마일 난지아니(시리즈),[69] 숀 로하니(Sean Rohani, 《피오나와 케이크》)[70] / 서원석

프리즈모는 타임 룸에서 살고 있는 소원을 들어주는 이차원 존재이다. 〈Finn the Human〉에서 핀, 제이크, 리치와 처음 마주한 프리즈모는 타임 룸에 들어온 이의 소원 단 한 가지를 들어준다고 말을 한다. 그러나 소원의 결과는 예상하지 않은 좋지 못한 결과를 자주 불러일으킨다. 이후 프리즈모는 제이크와 우주 부엉이(Cosmic Owl)와 친구가 되어 함께 시간을 종종 보낸다. 〈Wake Up〉에서 프리즈모는 자신은 사실 어떤 노인이 꾸고 있는 꿈이 형상화된 것으로 그 노인이 깨어나면 프리즈모는 사라지고 노인이 다시 잠들면 아주 오랜 시간 이후에 돌아오게 된다고 설명한다. 해당 에피소드에서 프리즈모는 노인을 깨운 리치에 의해 소멸되었는데, 〈Is That You?〉에서 핀과 제이크의 노력으로 다시 부활한다. 스핀오프 《피오나와 케이크》에서는 프리즈모가 피오나와 케이크의 세계를 만들어 낸 장본인임이 밝혀진다. 다른 멀티버스들을 지켜보는 것이 지루해진 프리즈모는 핀과 제이크를 베껴 자신만의 세계를 만들었는데, 이는 우주적으로 금지된 행동이었기 때문에 얼음 대왕의 정신 속에 피오나와 케이크를 대신 숨긴 것이었다.

## 주요 악당

### 마틴 머튼스
- 마틴 머튼스(Martin Mertens)
- 성우: 스티븐 루트[71] / 최낙윤

마틴 머튼스는 핀의 친아버지로 사기와 도둑질을 일삼는 인물이다. 미니시리즈 《Islands》에서 밝혀진 바에 따르면 마틴은 창시자의 섬에서 미네르바를 만나 핀을 낳는다. 그러나 마틴은 어쩔 수 없이 우 랜드로 도망칠 수밖에 없었고, 핀과 함께 도망길에 오르다 핀을 홀로 뗏목에 남긴 채 떠난다. 나중에는 "우주적 범죄"를 저지른 죄로 크리스털 성채에 갇힌다. 〈Escape from the Citadel〉에서 성채로 간 핀과 제이크는 마틴을 풀어주지만, 마틴은 자신의 아들과의 재회보다 성채에서 탈출하는 것에만 관심을 갖는다. 이내 마틴은 핀을 또다시 버린 채 다른 범죄자들과 함께 우주로 탈출하고, 그 과정에서 핀은 한쪽 팔을 잃게 된다. 〈The Visitor〉에서 재등장한 마틴이 타고 있는 우주선이 이런 저런 요런 조런(그럽 곱 글럽 고로드)의 희생으로 지구로 향하게 되면서 우랜드에 불시착한다. 마틴은 핀과 소인종들의 호의를 이용한 마틴은 탈출선을 수리하고는 다시 우주로 떠난다. 〈On the Lam〉에서 다른 행성에서 소동을 벌인 후 우주 나방을 얻게 되었고, 〈The Comet〉에서 그 나방을 이용하여 핀을 구해주게 된다. 핀과 마틴은 대화를 통해 서로를 조금이나마 이해하게 되지만, 이내 마틴은 혜성과 함께 떠나버린다.

### 우의 왕
- 킹 오브 우(King of Ooo) / 우의 왕
- 성우: 앤디 데일리

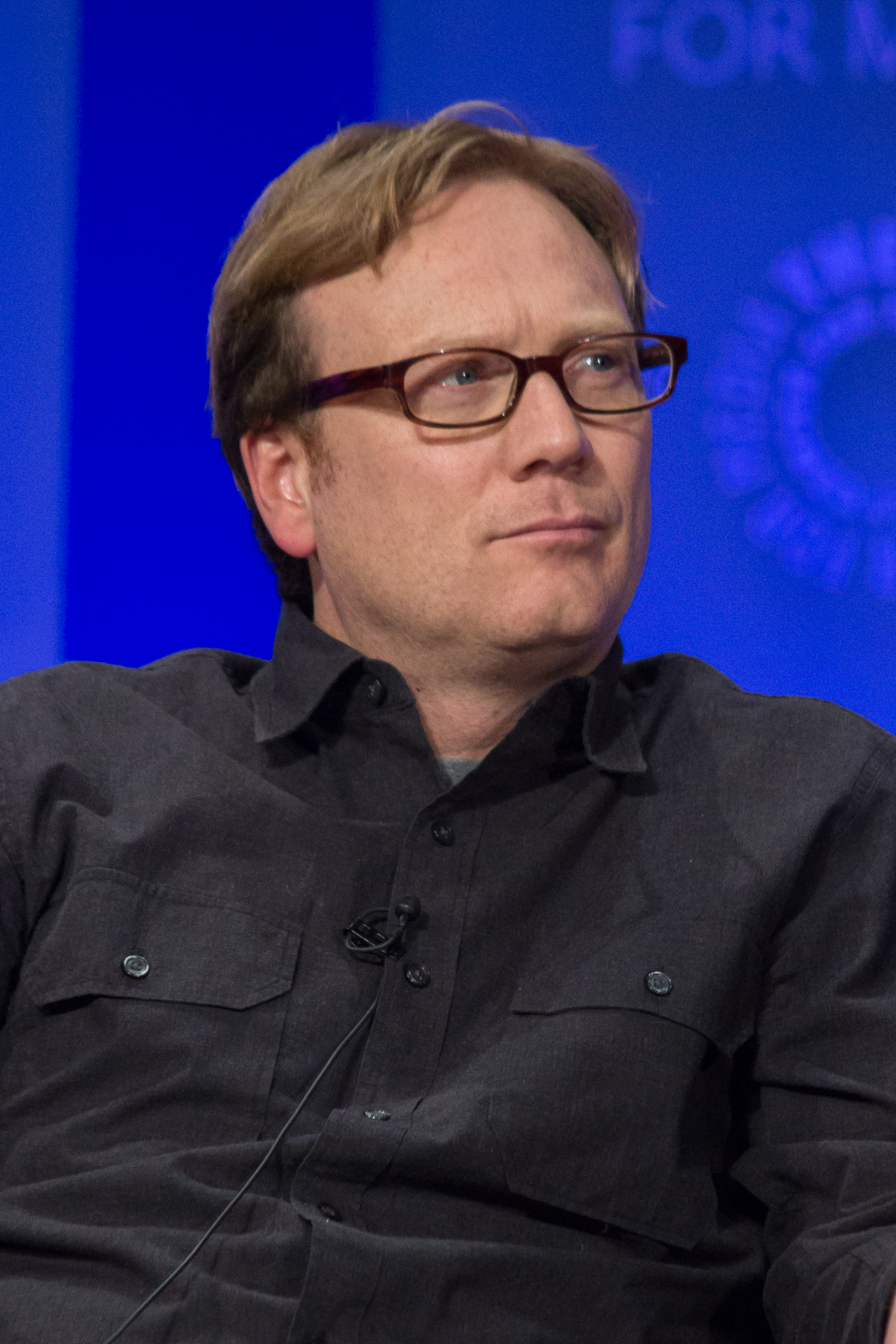
우의 왕의 성우 앤디 데일리.

우의 왕은 캔디 왕국의 전 통치자로 스스로를 왕국의 "유일한" 통치자라 부르는 전형적인 사기꾼 스타일을 갖고 있다. 다섯 번째 시즌 〈Apple Wedding〉에서 코가손과 돼지 씨의 결혼식의 주례사로 첫 등장하였다. 하지만 우의 왕을 의심한 버블검에 의해 결혼식은 쑥대밭이 되고, 버블검은 그를 왕국 지하 던전에 가둔다. 여섯 번째 시즌 마지막 화에서는 선거에서 이긴 그는 스스로를 공주라고 부르기 하였고, 버블검은 페퍼민트 집사와 함께 나무집에서 망명 생활을 시작한다. 일곱 번째 시즌 첫 화 〈Bonnie & Neddy〉에서 왕위를 유지하던 우의 왕은 《Stakes》 시점 이전에 퇴위하였다. 우의 왕은 토론토(Toronto, 폴 쉬어)라는 이름의 정직하지 못한 시바 이누 변호사와 함께 다닌다.

### 헌슨 애버디어
- 헌슨 애버디어(Hunson Abadeer)
- 성우 : 마틴 올슨[82] / 곽윤상, 임하진

헌슨 애버디어는 마르셀린의 아빠로 밤의 영역(나이토스피어, Nightosphere)을 지배하는 사악한 악마이다. 애버디어는 가문으로부터 내려오는 밤의 영역의 목걸이를 착용하여 영혼을 빨아들일 수 있는 힘을 갖고 있다. 애버디어는 두 번째 시즌 〈It Came from the Nightosphere〉에서 첫 등장했는데, 핀에 의해 우 랜드로 소환된 애버디어는 우 랜드의 생명들의 영혼을 무차별적으로 빨아들이기 시작한다. 마르셀린이 쓴 노래를 듣은 애버디어는 마르셀린과 화해하고 밤의 영역으로 돌아간다. 그러나 이후 네 번째 시즌 〈Return to the Nightosphere〉와 〈Daddy's Little Monster〉에서 애버디어로부터 사악한 애뮬릿을 받은 마르셀린은 밤의 영역의 지배자가 되어버렸는데, 마르셀린은 핀의 노력으로 원래 모습으로 되돌아온다.

### 레몬그랩 / 레몬 백작

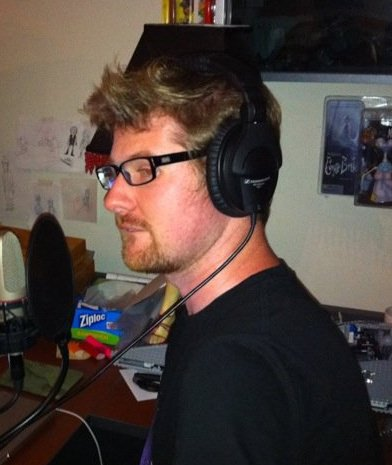
레몬 백작의 성우 저스틴 로일랜드.

- 얼 오브 레몬그랩(Earl of Lemongrab) / 레몬 백작
- 성우: 저스틴 로일랜드[28] / 서원석

레몬 백작은 버블검 공주가 만들어낸 첫 번째 발명품이자 실패작으로, 레몬 왕국에서 살고 있다. 예민한 성격과 비사회적인 인성을 갖고 있어 캔디 왕국 시민들에게 무작정 화를 내고, 행복하거나 재밌는 것에 혐오감을 느끼고 있다. 〈Too Young〉에서는 〈Mortal Recoil〉에서의 사건 이후 버블검 공주가 어려지자 캔디 왕국을 대신 통치하게 되었다. 대부분의 시민들을 지하 감옥에 멋대로 가둬버린 레몬 백작은 이후 원래 모습으로 되돌아온 버블검에 의해 해고당한다. 〈You Made Me〉에서는 캔디 왕국 시민들을 몰래 감시하였고, 이후 버블검은 레몬 백작의 왕국으로 시민들을 이주시킨다. 하지만 이 마저도 실패로 돌아가자 버블검은 레몬 백작을 이해할 수 있는 레몬 백작의 쌍둥이 복제품을 만들게 된다. 그 이후부터 기존 레몬 백작은 검은색 옷을, 새로 만들어진 레몬 백작은 흰색 옷을 입고 다닌다. 〈All Your Fault〉에서 레몬 백작은 버블검이 놓고 간 설계도를 기반으로 레몬 생명체들을 만들고 있었다. 레몬 백작은 버블검이 보내준 식량을 전부 여기에 쓰고 있었고, 문제를 해결하기 위해 버블검은 레몬 백작의 머릿속에서 설계도를 지워버린다. 〈Another Five More Short Graybles〉에서 기존 레몬 백작은 쌍둥이 흰색 레몬 백작이 "작은 레몬아기" 인형을 망가뜨리자 화를 내며 쌍둥이의 몸 일부를 잡아먹고 만다. 〈Too Old〉에서 검은색 레몬 백작은 뚱뚱해져 있으며, 흰색 레몬 백작은 얼굴 반쪽이 사라진 채 하반신이 없어 비행 접시에 탄 채 돌아다니는 모습을 하고 있다. 버블검은 핀과 제이크와 함께 레몬희망(레몬호프, Lemonhope)을 구출하고, 흰색 레몬 백작은 검은색 레몬 백작에 의해 완전히 잡아먹히고 만다. 〈Lemonhope〉에서는 레몬희망은 하프 연주를 통해 레몬 백작의 폭정을 멈추게 된다. 그 과정에서 레몬 백작은 폭발해 버렸고, 이후 버블검은 기존 레몬 백작과 뱃속에 들어있었던 흰색 레몬 백작을 함께 붙여놓는다. 여섯 번째 시즌 〈The Mountain〉에서 레몬 백작은 이전과 대비하여 그나마 괜찮은 통치자의 모습을 보여준다.

### 펀
- 펀(Fern)
- 성우: 헤이든 이지(Hayden Ezzy), 브래드 닐리(초록 기사)[90][91] / 이지현

펀은 핀 검과 풀 검 사이에 자리잡은 풀의 몬스터가 합져져서 만들어진 핀을 닮은 도플갱어이다. 처음에 펀은 자기 자신을 핀이라고 믿으며 진짜 핀의 존재에 대해 부정하며 정체성에 혼란을 느낀다. 핀의 과거 기억을 그대로 갖고 있음에도 자신은 핀의 일상을 따라할 수 없다는 사실을 깨닫고 분노하지만, 핀에 의해 진정한 펀은 현실을 받아들인 채 대신 나무집 지붕 위에서 지내기로 한다. 이후 제이크와 함께 풀의 마법사를 찾아간 펀은 그에게 자신을 왜 만들었냐고 묻게 되고, 풀의 마법사는 그저 재미로 만들었다고 말을 한다. 풀의 마법사를 때려눕힌 펀은 스스로에게 펀이라는 이름을 붙혀주고, 자신의 존재 이유에 대해 찾아나서기로 결심한다. 〈Whispers〉에서는 자신이 따라할 수 없는 핀의 능력을 질투하기 시작하였고, 펀은 자신이 핀의 외형을 따라할 수 있다는 사실을 깨닫는다. 다음 에피소드인 〈Three Buckets〉에서 펀은 핀을 가두어버리고, 핀은 버블검이 만들어 준 로봇 팔을 이용하여 동굴을 탈출한다. 펀과 마주하게 된 핀은 그 과정에서 실수로 로봇 팔이 예초기 기능을 작동시켜 펀을 갈아버린다. 버블검의 삼촌 검발드는 남은 펀의 풀 조각들을 회수해간다. 검발드에 의해 초록 기사(그래스 나이트, Green Knight)로 재탄생한 펀은 스스로를 핀의 숙적으로 부르기 시작한다. 마지막 에피소드 〈Come Along With Me〉에서 펀은 자신의 몸 속에 있던 풀의 악마로부터 풀려나게 된다. 그러나 이로 인해 펀의 형체는 서서히 사라지기 시작하였고, 골브와의 대결 이후 펀은 핀에게 자신을 나무 집 아래에 심어달라는 유언을 남긴다. 이후 퍼른의 잔해를 심은 곳에는 핀의 검이 꽂혀 있는 거대한 새 나무가 자라난다.

### 검발드 삼촌
- 엉클 검발드(Uncle Gumbald) / 검발드 삼촌
- 성우: 프레드 멜라메드, 마크 해밀(펀치 볼)[95][97]

검발드는 버블검 공주의 삼촌으로 과거 왕족 가문의 일원이었다. 검발드는 롤리 이모(Aunt Lolly)와 사촌 치클레(Cousin Chicle)와 함께 버블검에 의해 만들어졌다. 이후 권력을 탐한 검발드는 버블검을 배신하여 왕국에서 내쫓으려는 음모를 꾸미고, 퇴화 용액인 "덤덤 주스"(dumdum juice)를 이용하여 롤리와 치클레를 각각 맨프라이드(Manfried)와 크런치(Crunchy)로 만들어버린다. 이 계획을 알아차린 버블검은 검발드를 펀치 볼(Punch Bowl)로 만들어버린다. 이후 LSP가 우 랜드에서 원소의 힘에 의해 발생한 일들을 모두 되돌리면서 검발드를 포함한 그의 가족들은 원래 모습으로 돌아온다. 검발드는 버블검 공주에게 다시 복수하기 위해 버블검의 주위에 있는 인물 중 핀을 공격하기기로 하고 펀을 초록 기사로 만들어낸다. 〈Gumbaldia〉에서 검발드는 이전에 등장하였던 여러 악당들과 손을 잡고 캔디 왕국을 점령하려는 껌 전쟁을 도모한다. 그러나 마지막 에피소드 〈Come Along With Me〉에서 롤리에 의해 배신당한 검발드는 다시 펀치 볼로 변하였고, 버블검과 롤리는 평화 협정을 맺는다.

### 골브
- 골브(GOLB)

골브는 혼돈의 화신으로 생물을 타락시키고 융합시켜 괴물로 만들거나 누군가의 존재를 영원히 지워버릴 수 있는 힘을 가진 초월적 존재이다. 〈Puhoy〉에서 첫 등장한 골브는 핀이 베개 세계에서 우 랜드로 돌아갈 때 잠시 나타났다. 〈You Forgot Your Floaties〉에서는 과거 화성을 공격하여 마법 요정의 아내 마글스(Margles)를 존재에서 지워버렸다는 사실이 밝혀진다. 아내를 잃은 사건으로 인해 마법 요정은 미쳐버리게 된다. 마법 요정은 프리즈모에게 아내를 되돌려달라고 요청하지만, 골브의 힘은 너무 막강해서 프리즈모 역시 마글스를 되돌 수 없었다. 리치는 자신이 "골브의 마지막 학자"라고 언급하기도 하였다.
〈Come Along With Me〉에서 우 랜드로 소환된 골브는 캔디 피플을 합쳐서 만든 괴물들을 만들어낸다. 핀과 베티, 얼음 대왕을 삼킨 골브는 이들을 흡수하는 과정에서 베티와 얼음 대왕을 원래 모습으로 되돌린다. 마르셀린과 버블검은 불화 그 자체인 골브가 싫어하는 것은 조화로은 노래라는 사실을 알아내고, 다 함께 노래를 불러 골브의 배에 탈출로를 만들어낸다. 핀과 사이먼은 탈출하는데 성공하지만, 왕관과 함께 골브의 몸 속에 머무르기로 결심한 베티는 사이먼을 안전하게 지켜달라는 소원을 빌게 된다. 베티는 그 소원의 영향으로 골브와 융합되어 하나가 되어버리고, 왕관만을 남긴채 우 랜드를 떠난다.

### 리치
- 더 리치(The Lich) / 리치
- 성우: 론 펄먼[103] / 서원석

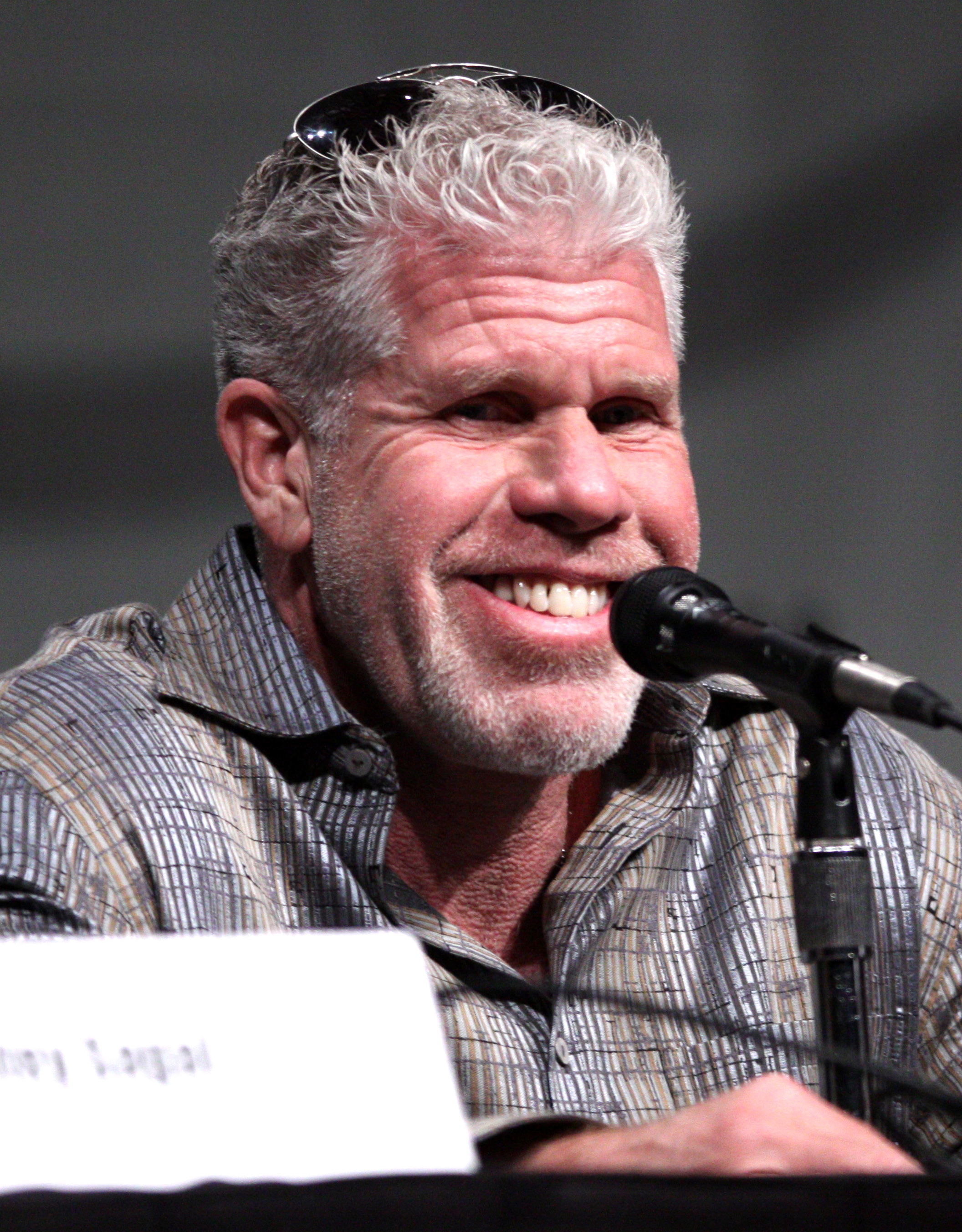
리치의 성우 론 펄먼.

리치는 작품의 주요 악당으로, 지금의 우주가 존재하기 이전부터 존재해 온 모든 죽음의 결정체이다. 리치의 본질은 수백만 년 전에 지구에 축적되어 있었으나, 버섯 전쟁이 끝날 무렵 돌연변이 폭탄으로 인해 방사선 물질에 오염된 누군가를 이용하여 육체적 형태를 얻게 되었다. 오래 전 리치는 모든 생명체를 말살시키려고 하였으나, 영웅 빌리에 의해 호박 속에 갇혀있었다. 리치는 핀의 가방 속에 들어있던 달팽이를 세뇌시켜 봉인에서 깨어났으나, 버블검이 준 사랑의 힘이 담긴 스웨터 덕분에 핀은 리치의 몸을 파괴시킨다. 그러나 파괴당한 리치의 몸 일부가 살아남아 버블검 공주의 몸을 차지하고 말았고, 핀과 얼음 대왕은 다시 한 번 리치를 처치하지만 리치는 달팽이의 몸 속에 들어가 다시 살아남는다. 이후 리치는 곰을 이용하여 핀과 제이크를 속여 엔카이리디언을 가져오도록 만든다. 이후 리치는 공주들의 왕관에 있는 보석을 가져와 엔카이리이던의 힘을 부활시키고, 프리즈모가 있는 타임 룸으로 가 모든 생명체를 없애기 위한 소원을 빌려는 계획을 갖는다. 리치는 이미 죽은 빌리의 가죽을 빌린 채 핀과 제이크를 속이는데 성공하여 타임 룸으로 향하지만, 제이크의 잔꾀에 속은 리치는 핀과 제이크를 우 랜드로 안전하게 보내달라는 소원을 빌게 된다. 이후 리치는 목적을 잃은 채 타임 룸에 오랫동안 갇히게 된다. 〈Wake Up〉에서 핀과 제이크가 성채로 가기 위해 타임 룸을 방문하였고, 리치는 자신이 대신 프리즈모를 죽이고 성채로 향하게 된다. 리치는 성채를 파괴시키며 혼돈의 장으로 만들었지만, 그곳에는 모든 것을 되살려내는 수호자의 피가 있었고 피부와 살이 생겨나며 고통스러워한 리치는 거대한 인간처럼 생긴 아기로 변하게 된다. 아기는 코가손과 돼지 씨에게 입양되었고, 이들은 "스위트 P"(Sweet P)라는 이름을 붙여준다. 〈Gold Stars〉에서 스위트 P는 더 이상 자신의 과거를 기억하지 못하지만, 우의 왕과 토론토에 의해 위협받자 스위트 P의 머리 속에 잠재되어 있던 리치가 다시 등장하였다가 사라지는 모습을 보인다. 원래 의식을 되찾은 스위트 P는 그저 자신이 나쁜 꿈을 꾼 것이라고 믿으려고 한다. 잠재 의식 속 리치에 의해 계속 고통받던 스위트 P는 평행 세계에 존재하던 리치의 손을 핀의 칼을 이용하여 직접 무찌르게 된다.

## 조연 등장인물

### 시나몬 번 / 시나몬 빵

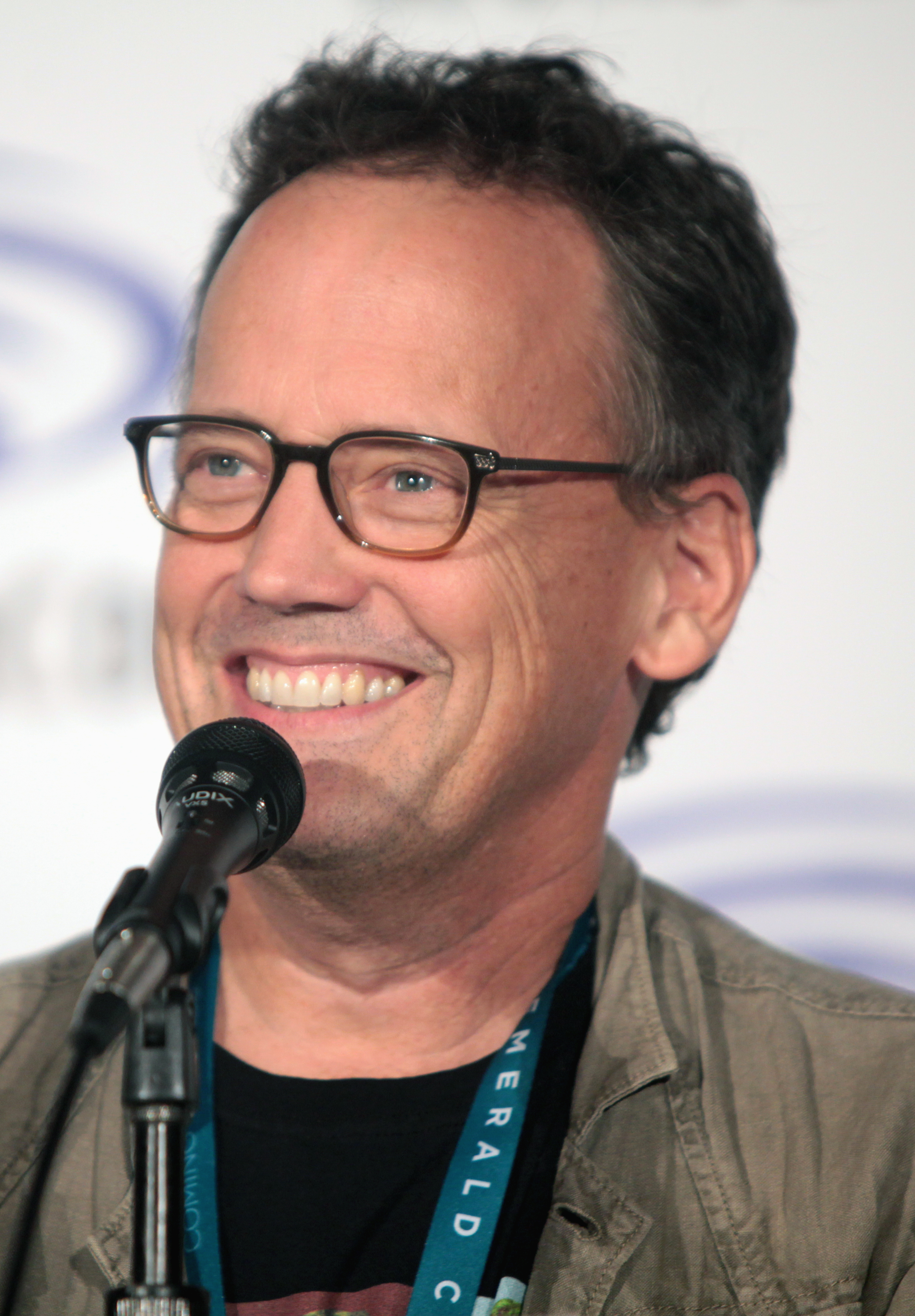
시나몬 빵과 기타 여러 등장인물의 성우를 맡은 디 브래들리 베이커.

- 시나몬 번(Cinnamon Bun) / 시나몬 빵
- 성우: 디 브래들리 베이커[106] / 임하진, 최낙윤

시나몬 빵은 시나몬 롤 모양을 한 캔디 왕국의 시민이다. 사람들을 도와주려고 하나 자주 실패한다. 버블검 공주는 자신이 시나몬 빵을 "덜 구워서" 조금 어리숙한 것 같다고 말을 한다. 〈The Other Tarts〉에서는 새로운 왕실 타르트 운반꾼이 되었다. 〈Earth & Water〉에서는 불꽃 공주와 함께 쿠데타를 일으켜 불꽃 대왕을 몰아내고 왕위에 오른 불꽃 공주를 보좌하며 불꽃 왕국에 머무른다. 이후 불꽃 공격을 받으면서 "완전히 구워진" 성숙해진 모습을 보여준 시나몬 빵은 스스로를 불꽃 공주의 영웅과 기사를 자처한다. 〈Bun Bun〉에서 버블검은 시나몬 빵과 닮았지만 조금 작은 빵빵(Bun Bun, 애슐리 버치)을 만들어내 불꽃 왕국으로 보내준다.

### 넵터 / 파던 로봇
- 넵터(N.E.P.T.R.) / 파던 로봇
- 성우: 앤디 밀로나키스

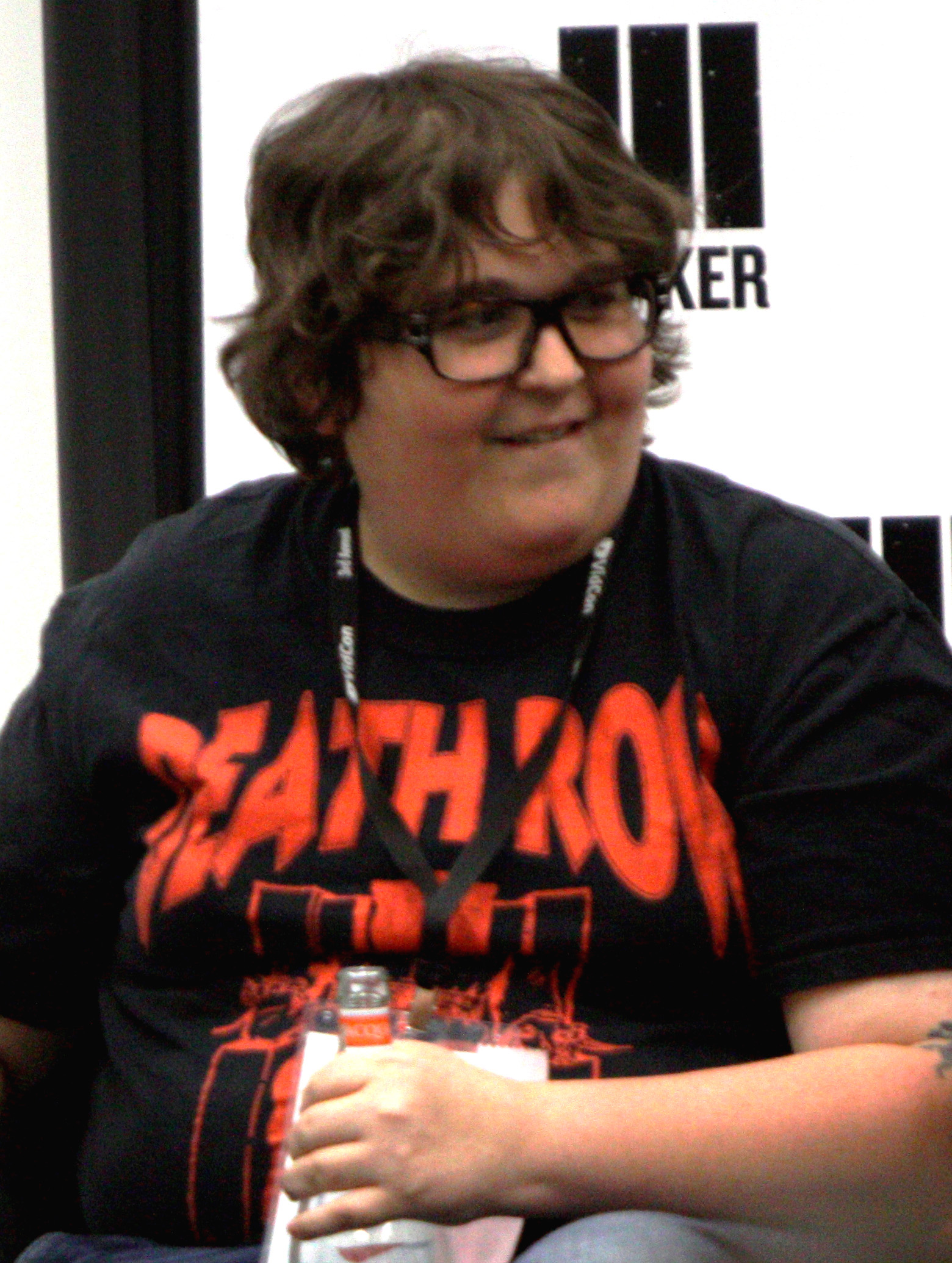
파던 로봇을 연기한 앤디 밀로나키스

넵터는 핀과 얼음 대왕이 만들어 낸 로봇으로 이름은 "끊임 없이 파이를 던지는 로봇"(Never-Ending-Pie-Throwing Robot)의 줄임말이다. 한국어 더빙판의 이름은 파던 로봇으로 "파이 던지는 로봇"을 의미한다. 핀과 얼음 대왕에게는 부자지간 같은 정을 느낀다. 원래는 핀이 제이크를 놀리기 위해 대충 만들어낸 것이었으나, 얼음 대왕의 마법을 통해 완벽하게 작동하게 된다. 다른 인물들에게 종종 무시당하거나 잊혀지는 듯한 모습을 자주 보이는데, 〈Hot to the Touch〉에서는 숨바꼭질 이후 혼자 오랫동안 잊혀졌다는 사실이 밝혀지고, 〈BMO Noire〉에서 비모에게 함께 놀자고 하나 비모는 자신과는 다르다며 놀 수 없다고 거절 당한다. 〈Mystery Dungeon〉에서 얼음 대왕은 넵터를 비모와 착각하기도 하였다. 이후 여러 에피소드에서 비모와 함께 자주 어울려 노는 장면이 종종 등장하였다.

### 건터
- 건터(Gunter)
- 성우: 톰 케니[117]

건터는 얼음 대왕과 함께 지내고 있는 펭귄이다. 얼음 대왕은 자신과 함께 살고 있는 다른 펭귄들 역시 건터로 부르는데, 이를 고려하면 건터는 한 마리의 특정 펭귄만을 가리키는 것이 아닌 것으로 보인다. 얼음 대왕은 마르셀린을 지칭할 때도 건터라고 부르는 등 건터라는 이름에 집착하는 모습을 보여준다. 이는 얼음 대왕의 왕관으로부터 비롯된 것으로, 과거 왕관을 만들어 낸 마법사 에버그린(Evergreen, 톰 케니)의 조수 이름이 건터(패멀라 애들론)였기 때문이었다. 조수 건터는 에버그린을 동경하며 자신도 에버그린과 같이 되고자 왕관을 쓰게 되었고, 이로 인해 건터는 제정신을 잃게 된다. 이때 건터라는 이름이 왕관에 투영되었고, 왕관을 쓴 얼음 대왕도 무의식적으로 자신의 펭귄들에게 건터라는 이름을 붙여주게 된 것이었다. 사실 건터의 본 정체는 올가로그(Orgalorg)라는 이름의 혜성들을 흡수하며 파괴하며 다니는 잔인한 우주적 존재였다. 그러나 올가로그는 이런 저런 요런 조런(그럽 골 글럽 그로드)에 의해 패배하여 기억을 잃은 채 초기 지구로 추방되었고, 행성의 중력에 의해 압축되어 현재의 힘 없고 귀여운 펭귄의 형태로 변하였다. 이후 건터는 얼음 대왕의 눈에 띄기 전까지 수 세기 동안 지구를 계속해서 떠돌아다닌다. 기억을 되찾은 건터는 왕위에서 내려온 버블검 공주의 우주선을 빼앗아 다시 올가로그로 변하여 혜성을 흡수하고자 하였지만 핀에 의해 실패하였고, 올가로그는 지구로 되돌아오면서 다시 건터로 변하게 된다. 마지막 에피소드에서 얼음 대왕의 왕관을 쓴 건터는 아이스 싱(Ice Thing)이 되어 얼음 왕국의 새로운 통치자가 된다. 작품 내에서 건터의 이름은 건터 뿐만 아니라 군터, 귄터 등 여러 방식으로 발음된다. 이는 초기 원고에는 'u' 부분에 움라우트가 있었고, 이를 성우인 톰 케니가 독일어 방식으로 발음하였기 때문이었다. 나중의 원고에서는 움라우트가 빠지게 되면서 케니는 다른 방식으로 이름을 발음하였고, 제작진들은 이 차이에 대한 이유를 만들어내기 위해 비슷한 발음을 가진 펭귄들이 여럿 있는 것으로 설정하기로 하였다.

### 트리 트렁스 / 코가손
- 트리 트렁스(Tree Trunks) / 코가손
- 성우: 폴리 루 리빙스턴(Polly Lou Livingston)[120][121]

코가손은 남부 사투리를 구사하는 노란색 할머니 코끼리로 사과나무로 둘러싸인 숲 속의 오두막에서 살고 있다. 자신의 과수원에서 재배한 사과로 만든 애플 파이를 만드는 것이 취미이다. 코가손은 〈Tree Trunks〉에서 첫 등장하였는데, 해당 에피소드에서 크리스털 사과를 먹게 된 코가손은 크리스털 사람들이 사는 다른 차원으로 이동한다. 크리스털 사과에 세뇌당한 채 그곳에서 여왕이 된 코가손은 이후 핀과 제이크의 도움으로 원래 모습을 되찾고 우 랜드로 돌아온다. 〈The Apple Thief〉에서 코가손은 돼지 씨(Mr. Pig, 론 린치)와 연인 관계가 되었고, 〈Apple Wedding〉에서 서로 결혼식을 올렸다. 〈Escape from the Citadel〉에서 둘은 스위트 P라는 이름의 무해한 아기로 변한 리치를 입양한다.

### 빌리
- 빌리(Billy)
- 성우: 루 퍼리그로[103] / 임하진

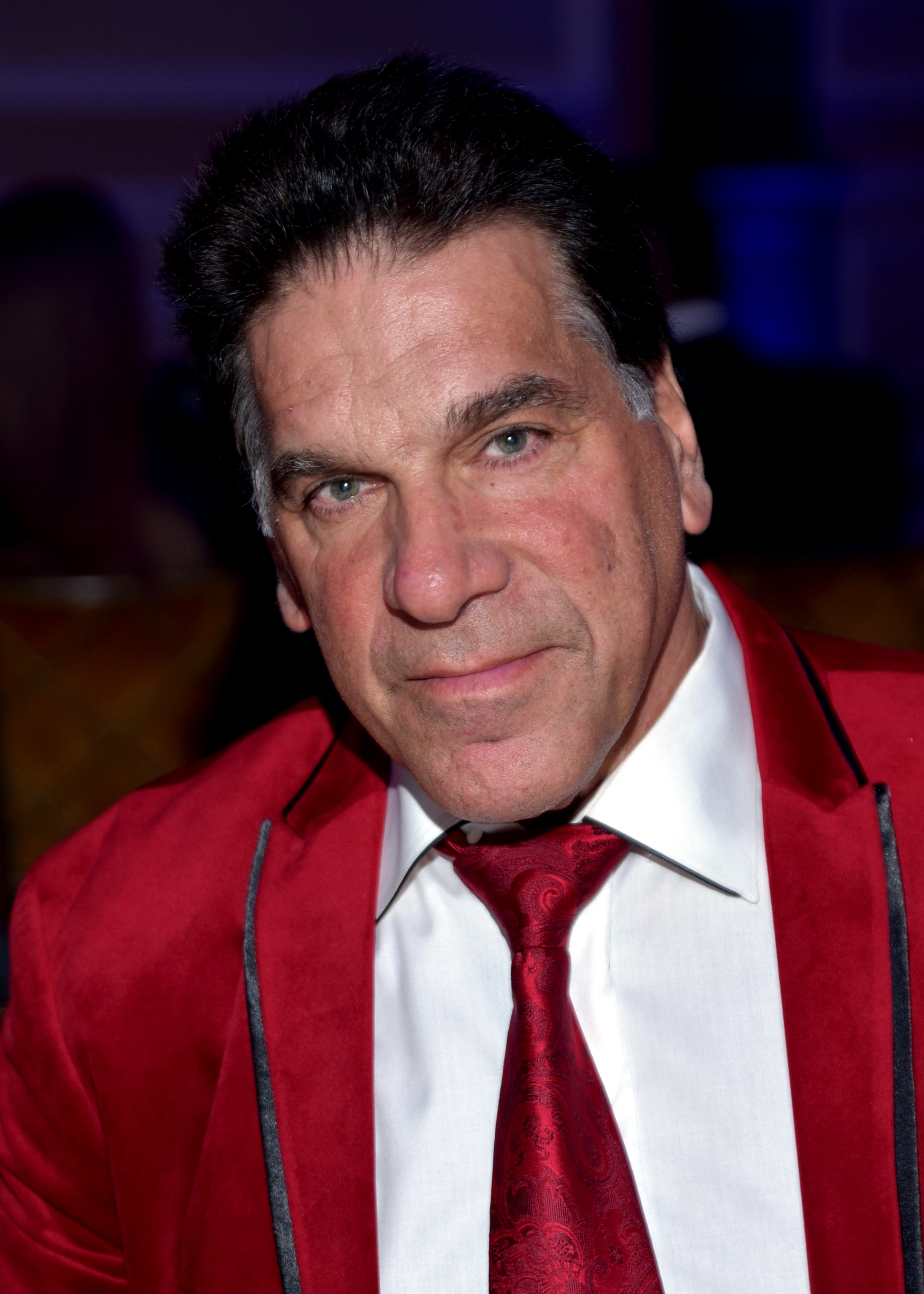
빌리의 성우 루 퍼리그로.

빌리는 우 랜드의 전설적인 영웅으로 불리는 인물이다. 빌리는 과거 뜨거운 불꽃 마왕으로부터 솜사탕 공주를 구하였고, 바다 괴물과 사악한 곰과도 싸운 화려한 과거를 갖고 있다. 무엇보다도 젊은 시절 리치를 물리친 영웅으로 전해진다. 그러나 나이가 들면서 빌리는 싸움에 대한 열정을 잃어버리고 평화적인 방법으로 문제를 해결하려는 생각을 갖게 되었는데, 이를 본 핀과 제이크의 도움으로 다시 한번 희망을 갖게 된다. 〈The Lich〉에서 리치는 빌리를 죽이고 빌리의 몸을 빌린 후, 다른 차원으로 이동하기 위한 포털을 열기 위해 핀과 제이크를 속여 엔카이리디언을 이용한다. 〈Billy's Bucket List〉에서 핀은 빌리가 남긴 버킷리스트를 발견하고는 이를 모두 완료하였는데, 이후 별자리가 되어 밤하늘에 나타난 빌리는 핀에게 핀의 아버지가 살아있다는 사실을 알려주고 사라진다.

### 수잔 스트롱 / 힘센 수잔
- 수잔 스트롱(Susan Storng) / 힘센 수잔
- 성우 : 재키 부스카리노[28] / 전진아

수잔은 근육질의 몸을 가진 여성으로 머리에는 기계 칩을 달고 있다. 원래 이름은 카라(Kara)이다. 《Islands》에서 카라는 핀을 찾기 위해 미네르바에 의해 우 랜드로 왔으나, 기억을 잃고는 물고기 인간 같은 종족인 휴머노이드 휴우먼(Hyooman) 종족과 함께 살아왔다는 사실이 밝혀진다. 원래는 부족한 어휘력을 갖고 있었으나 핀을 따라다니며 말을 배운 수잔은 〈Beautopia〉부터 어느 정도 긴 문장을 말할 수 있게 된다. 〈Dark Purple〉에서 수잔은 슈퍼 포프 소다 회사(Super Porp Soda Company)에 대항하여 슈퍼 포프를 파괴시킨다. 〈Preboot〉와 〈Reboot〉에서는 머리에 이식된 칩이 작동하여 핀을 포획하려 시도하지만, 핀의 검에 의해 조종칩은 부서지고 수잔은 기절한다. 이후 의식을 되찾은 수잔은 머리 속 칩을 없애고, 핀과 제이크와 함께 창시자의 섬으로 가 자신의 과거에 대한 기억을 되찾는다.

### 아브라카다니엘
- 애브라카다니엘(Abracadaniel) / 아브라카다니엘
- 성우: 스티브 리틀 / 서원석

아브라카다니엘은 〈Wizard Battle〉의 마법사 대회의 참여자로 처음 등장하였다. 해당 대회의 우승 상품은 버블검 공주와의 키스로, 아브라카다니엘은 우승 상품과 더불어 자신이 다른 마법사들을 이기지 못할 것이라고 생각하고 실망한다. 이 사실을 알아차린 핀과 제이크는 얼음 대왕이 버블검과 키스하려는 것을 막기 위해 아브르카다니엘을 도와 그를 대회에서 우승시킨다. 〈Wizards Only, Fools〉에서는 자신들의 마법 능력을 키우려는 세 명의 마법사 무리에서 희생당하는 모습으로 등장한다. 〈Play Date〉에서 핀과 제이크는 나무집에 눌러 앉은 얼음 대왕을 쫓아내기 위해 아브라카다니엘을 초대한다. 그러나 얼음 대왕과 바로 친해진 아브라카디니엘 역시 나무집에 머무르게 되고, 피의 악마 키오스(Kee-Oth)를 소환하고 만다. 〈Thanks for the Crab Apples, Giuseppe〉에서 둘은 다른 마법사들과 함께 여행을 떠나는 사이가 된다.

### 헌트리스 위저드 / 사냥꾼 마법사
- 헌트리스 위저드(Huntress Wizrd) / 사냥꾼 마법사
- 성우: 마리아 뱀퍼드(시리즈, 〈Reign of Gunters〉), 제니 슬레이트(시리즈, 〈Flute Spell〉 이후)[135][136], 올리비아 올슨(《핀과 제이크의 수사》)[137] / 전진아

사냥꾼 마법사는 나뭇잎으로 이루어진 머리카락을 갖고 있는 마법사이다. 〈Wizard Battle〉에서 대회 참여자 중 하나로 처음 등장하였다. 이후 〈Flute Spell〉에서 주연 등장인물로 다시 등장하였다. 사냥꾼 마법사는 호수에서 플루트를 연주하는 핀을 발견하고는 이를 이용하여 숲의 정령을 불러낸다. 에피소드 결말에서 둘은 키스하지만, 사냥꾼 마법사는 자신들은 야수와도 같기에 서로 함께 할 수 없다고 말을 하고 핀 역시 이에 동의한다. 〈The Wild Hunt〉에서 사냥꾼 마법사는 핀이 그럼보(Grumbo)라는 이름의 괴물을 무찌를 수 있도록 하여 트라우마에 빠진 핀을 돕는다. 이후 사냥꾼 마법사와 핀은 서로의 마음을 다시 확인하고 키스한다. 이후 〈Seventeen〉에서는 핀의 생일 파티에 참석하여 핀에게 엘크 심장을 선물로 건네준다.

### 매직 맨 / 마법 요정
- 매직 맨(Magic Man) / 마법 요정
- 성우: 톰 케니[28] / 임하진

마법 요정은 화성인이자 이런 저런 요런 조런(그럼 곱 글럼 그로드)의 동생이다. 주로 남들을 괴롭히는데 자신을 마법을 사용한다. 〈Freak City〉에서 첫 등장한 마법 요정은 핀을 거대한 발로 만들어버린다. 〈Sons of Mars〉에서는 과거 화성에서 범죄를 많이 저질러 동생들에 의해 200여년 간 지구로 추방되었다는 사실이 밝혀진다. 마법 요정은 원래 유망한 과학자이자 마법사였으나, 골브에게 자신의 아내 마글스(Margles)를 빼앗기게 되었다. 골브가 다시 오는 것을 막고 화성을 지키기 위해 아내를 본따 M.A.R.G.L.E.S라는 이름의 인공 지능 시스템을 만들어낸다. 그러나 이 장치가 잘못되면서 파괴되어 버렸고, 혼란과 슬픔에 빠진 마법 요정은 미쳐버리고 만다. 〈You Forgot Your Floaties〉 이후 마법 요정의 마법은 베티에게 전이가 되었고, 마법 요정은 자신이 마법 없정(노멀 맨, Normal Man)이 되었다고 설명한다. 〈Temple of Mars〉에서는 화성의 왕의 자리에 올라 왕이 됐정(킹 맨, King Man)이 된다.

### 그럽 곱 글럽 그로드 / 이런 저런 요런 조런
- 그럽 곱 글럽 그로드(Grob Gob Glob Grod) / 이런 저런 요런 조런
- 성우: 톰 케니, 톰 개밀(Tom Gammill), 멀리사 비야세뇨르, 미겔 페러[143]

이런 저런 요런 저런은 네 개의 머리를 가진 화성의 초월적 존재로 마법 요정(매직 맨)의 형이다. 각각의 얼굴 면이 서로 다른 이름과 인격을 갖고 있으며, 그 중에서도 글롭은 우 랜드에서 신으로 숭배하는 대상이다. 〈Sons of Mars〉에서 첫 등장한 이런 저런 요런 저런은 과거 우 랜드로 추방했던 마법 요정을 다시 화성으로 데려와 심판하려고 시도하지만, 실수로 제이크를 화성에 데려온다. 〈Astral Plane〉에서는 화성을 보호하기 위해 혜성과 부딪혀 소멸하는데, 사실 이는 혜성이 아닌 마틴의 우주선이었다. 〈Normal Man〉에서는 완전히 죽은 것이 아니라 머리만 남아 지구 주위의 궤도를 돌고 있는 상태가 되었고, 마법 없정이 된 마법 요정을 만나 화해한다.

### 달팽이
- 달팽이(Snail)
- 성우: 펜들턴 워드[145]

달팽이는 거의 매 에피소드마다 등장하는 이스터 에그 성격의 등장인물로, 보통 손을 흔들며 웃는 모습으로 등장한다. 《심슨 가족》에서의 유머에서 영감을 받은 펜들턴 워드는 작품의 모든 에피소드 안에 프레임을 멈추며 찾을 수 있는 일종의 게임을 넣고 싶었다고 설명하였다. 〈Mortal Folly〉에서 달팽이는 리치에 의해 세뇌되었고, 이후 〈The Lich〉까지 리치는 달팽이의 몸 속에 계속 머무르게 된다.